# سد کاپاندا
سد کاپاندا (به لاتین: Capanda Dam) یک سد و نیروگاه برقابی در آنگولا است که در استان مالانژه واقع شده‌است.